# 十和田市

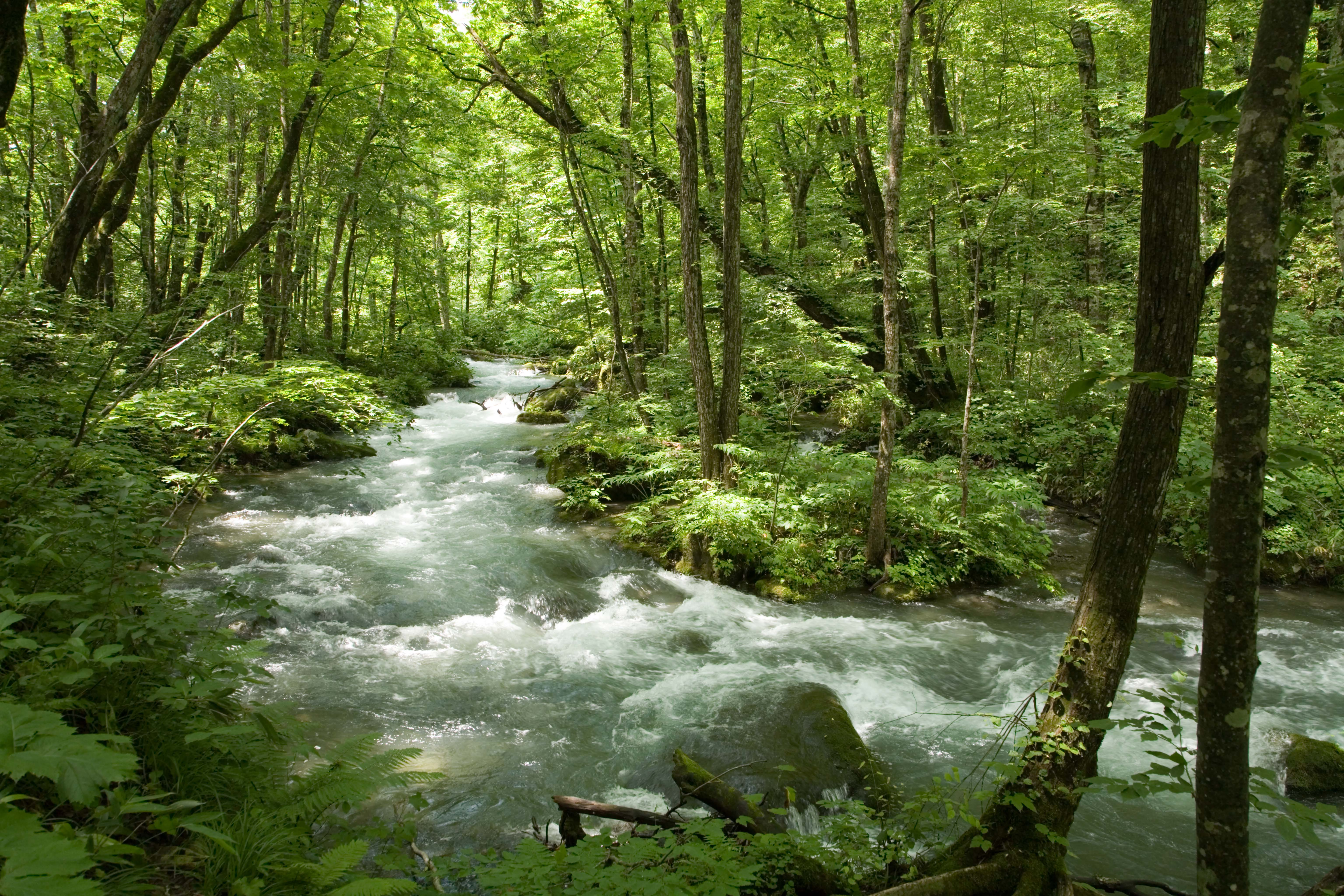
奥入瀬渓流

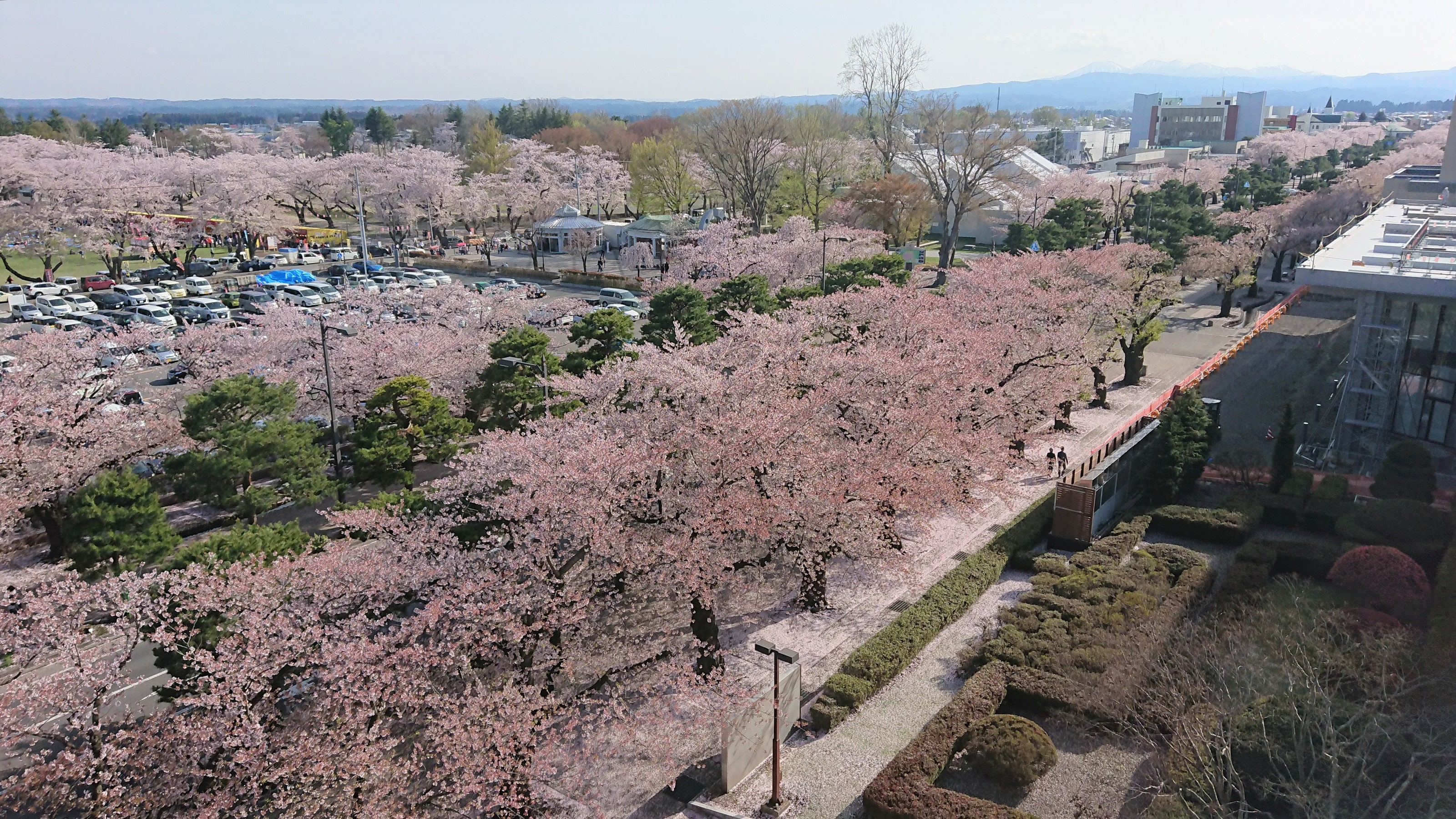
十和田市の中心部・官庁街通り。写真奥が十和田湖方面（2019年4月に市役所展望台から撮影）

十和田市（とわだし）は、青森県の南部地方、内陸部に位置する市。県内では第4位の人口を有しており、上北地域の中心都市である。旧上北郡。十和田湖や奥入瀬渓流といった景勝地で知られ、十和田八幡平国立公園（十和田・八甲田地域）を構成している。

## 概要
現在の十和田市は、2005年1月1日に隣り合っていた（旧）十和田市と十和田湖町が新設合併して誕生した。
青森県内の40市町村のうち、青森市、八戸市、弘前市に次いで第4位の人口を有し、面積はむつ市、青森市に次いで第3位の広さである。
市西部に八甲田山や十和田八幡平国立公園があり、特に十和田湖や奥入瀬渓流が有名。産業面では農業が盛んで、ニンニクの市町村別の生産量では日本一を誇る。
上北地域を主に管轄する国や県、企業の出先機関が置かれており、十和田都市圏を形成する。2012年10月からは、周辺の9市町村と「上十三・十和田湖広域定住自立圏形成協定」を締結し、三沢空港や自衛隊基地などを有する三沢市とともに共同中心市となっている。
近年は「アートの街」を掲げ、十和田市現代美術館を核に一体的なまちづくりを進める。中心市街地は碁盤の目状に整然と区画された方格設計である。特に戦後に整備された「官庁街通り」は道に沿ってソメイヨシノなどが植樹されており、市民の憩いのスポットとなっている。

## 地理

### 居住
人口約6万人の半数以上は、東部の市街地（三本木地区）に住む。市街地は、三本木地区に東西に約4km、南北約4kmの大きさで展開しており、市街地の南北を旧国道4号が、東西を国道102号が貫いている。その他の人口は、奥入瀬川の川沿いや点在する集落に住む。

### 地形
市の北西部は八甲田山の山麓である。青森市との境には、乗鞍岳などの南八甲田連峰がそびえ、青森市側の田代平から続く牧場が広がっている。谷地・猿倉・蔦・焼山といった温泉が点在する。市の南西部も山地であり、主なものはカルデラ湖である十和田湖、その外輪山である御鼻部山や十和田山である。
なお、十和田湖面上の県境は1871年の廃藩置県以来、長らく未確定だった。2008年8月29日に青森市で開かれた北海道・北東北知事サミットで、湖面を青森県6：秋田県4の割合で画定することが決まり、同年12月25日の官報告示により137年目にして県境が定まった。（詳細は「十和田湖」を参照）
十和田湖の水が唯一流れ出る奥入瀬川は、十和田湖東岸の子ノ口（ねのくち）から北東に流れる。約20km北に位置する八甲田山麓などからの水も奥入瀬川に流れ込む。
奥入瀬川において、子ノ口から焼山（十和田市法量（大字）焼山（字））までの約14kmを奥入瀬渓流と呼ぶ。
市の中部から東部、さらに隣の六戸町へと平坦な三本木原が広がる。三本木原は、奥入瀬川が流した土砂や八甲田山からの火山灰が積もって作られた洪積平野である。奥入瀬川は三本木原の南縁をさらに削って東へ流れており、三本木原へ上水するために新渡戸傳が開いたのが、人工河川である稲生川である。市の北東部には、砂土路川が北東に流れている。市の南東部は東西へ伸びる丘陵地であり、丘と丘との谷間を後藤川などが流れる。
- 山：乗鞍岳・赤倉岳・猿倉岳などの南八甲田。御鼻部山・十和田山などの十和田湖の外輪山
- 河川：奥入瀬川とその支流の後藤川、稲生川（人工河川）、宇樽部川など
- 湖沼：十和田湖、蔦七沼（蔦沼、鏡沼、月沼、長沼、瓢箪沼、菅沼、赤沼）、睡蓮沼など

### 気候
十和田市は、最も暑い8月の平均気温が22℃をわずかに上回ることから、ケッペンの気候区分では温暖湿潤気候(Cfa)と西岸海洋性気候(Cfb)の境目にあたる。北海道ほど寒くはないが、稲作が容易でない気温でもある。降雨は、夏に多く冬に少ない。
一方十和田湖の湖畔にある休屋は、最も寒い1月の平均気温が-3℃を下回ることから、ケッペンの気候区分では亜寒帯湿潤気候(Dfb)に分けられる。
旧十和田湖町以外では八甲田山の東に位置するため、太平洋側気候で雪はやや少ない。それでも2月には50cm程度の積雪になり、豪雪地帯である。一方、旧十和田湖町では雪が多くなり、特別豪雪地帯で日本海側気候である。八甲田山から吹きつける寒冷な北西風は、八甲田おろしと呼ばれる。5月・6月には晴天が続くが、土ぼこり混じりの強風が西から吹くことがある。新渡戸傳が開拓にあたり防風林を設けたのも、西からの強風を防ぐためという。また、数年から十数年に一度は、7月・8月に偏東風（やませ）がゆるゆると流れる年がある。そのような年は、蒸し暑く感じる日もカラッと晴れる日も稀で、薄暗い曇り空の日々が続き、しとしとと雨の降る日が偶にあり、米の収穫量はめっきり減る。11月には霜が降り、12月には雪が降る。
| 十和田観測所(十和田市東十六番町)（1991-2020年）の気候 | 十和田観測所(十和田市東十六番町)（1991-2020年）の気候 | 十和田観測所(十和田市東十六番町)（1991-2020年）の気候 | 十和田観測所(十和田市東十六番町)（1991-2020年）の気候 | 十和田観測所(十和田市東十六番町)（1991-2020年）の気候 | 十和田観測所(十和田市東十六番町)（1991-2020年）の気候 | 十和田観測所(十和田市東十六番町)（1991-2020年）の気候 | 十和田観測所(十和田市東十六番町)（1991-2020年）の気候 | 十和田観測所(十和田市東十六番町)（1991-2020年）の気候 | 十和田観測所(十和田市東十六番町)（1991-2020年）の気候 | 十和田観測所(十和田市東十六番町)（1991-2020年）の気候 | 十和田観測所(十和田市東十六番町)（1991-2020年）の気候 | 十和田観測所(十和田市東十六番町)（1991-2020年）の気候 | 十和田観測所(十和田市東十六番町)（1991-2020年）の気候 |
| 月                                                    | 1月                                                   | 2月                                                   | 3月                                                   | 4月                                                   | 5月                                                   | 6月                                                   | 7月                                                   | 8月                                                   | 9月                                                   | 10月                                                  | 11月                                                  | 12月                                                  | 年                                                    |
| ----------------------------------------------------- | ----------------------------------------------------- | ----------------------------------------------------- | ----------------------------------------------------- | ----------------------------------------------------- | ----------------------------------------------------- | ----------------------------------------------------- | ----------------------------------------------------- | ----------------------------------------------------- | ----------------------------------------------------- | ----------------------------------------------------- | ----------------------------------------------------- | ----------------------------------------------------- | ----------------------------------------------------- |
| 最高気温記録 °C （°F）                                | 14.2 (57.6)                                           | 16.5 (61.7)                                           | 22.8 (73)                                             | 28.0 (82.4)                                           | 33.2 (91.8)                                           | 33.8 (92.8)                                           | 35.8 (96.4)                                           | 35.6 (96.1)                                           | 35.1 (95.2)                                           | 27.8 (82)                                             | 24.3 (75.7)                                           | 19.3 (66.7)                                           | 35.8 (96.4)                                           |
| 平均最高気温 °C （°F）                                | 1.9 (35.4)                                            | 2.7 (36.9)                                            | 6.9 (44.4)                                            | 13.7 (56.7)                                           | 19.0 (66.2)                                           | 21.7 (71.1)                                           | 25.1 (77.2)                                           | 26.7 (80.1)                                           | 23.6 (74.5)                                           | 18.0 (64.4)                                           | 11.3 (52.3)                                           | 4.6 (40.3)                                            | 14.6 (58.3)                                           |
| 日平均気温 °C （°F）                                  | −1.7 (28.9)                                           | −1.3 (29.7)                                           | 2.2 (36)                                              | 8.0 (46.4)                                            | 13.4 (56.1)                                           | 16.8 (62.2)                                           | 20.6 (69.1)                                           | 22.1 (71.8)                                           | 18.5 (65.3)                                           | 12.3 (54.1)                                           | 6.3 (43.3)                                            | 0.6 (33.1)                                            | 9.8 (49.6)                                            |
| 平均最低気温 °C （°F）                                | −6.2 (20.8)                                           | −6.2 (20.8)                                           | −2.6 (27.3)                                           | 2.1 (35.8)                                            | 7.9 (46.2)                                            | 12.5 (54.5)                                           | 17.1 (62.8)                                           | 18.3 (64.9)                                           | 13.9 (57)                                             | 6.8 (44.2)                                            | 1.2 (34.2)                                            | −3.5 (25.7)                                           | 5.1 (41.2)                                            |
| 最低気温記録 °C （°F）                                | −20.1 (−4.2)                                          | −19.7 (−3.5)                                          | −16.7 (1.9)                                           | −9.8 (14.4)                                           | −2.5 (27.5)                                           | 1.2 (34.2)                                            | 6.9 (44.4)                                            | 8.8 (47.8)                                            | 3.6 (38.5)                                            | −1.5 (29.3)                                           | −8.7 (16.3)                                           | −15.3 (4.5)                                           | −20.1 (−4.2)                                          |
| 降水量 mm （inch）                                    | 37.8 (1.488)                                          | 35.2 (1.386)                                          | 50.5 (1.988)                                          | 59.7 (2.35)                                           | 80.5 (3.169)                                          | 94.3 (3.713)                                          | 146.0 (5.748)                                         | 159.8 (6.291)                                         | 159.9 (6.295)                                         | 108.8 (4.283)                                         | 58.6 (2.307)                                          | 51.2 (2.016)                                          | 1,031.1 (40.594)                                      |
| 降雪量 cm （inch）                                    | 125 (49.2)                                            | 116 (45.7)                                            | 73 (28.7)                                             | 3 (1.2)                                               | 0 (0)                                                 | 0 (0)                                                 | 0 (0)                                                 | 0 (0)                                                 | 0 (0)                                                 | 0 (0)                                                 | 10 (3.9)                                              | 72 (28.3)                                             | 395 (155.5)                                           |
| 平均月間日照時間                                      | 115.4                                                 | 121.4                                                 | 168.7                                                 | 186.7                                                 | 197.8                                                 | 158.3                                                 | 132.8                                                 | 149.3                                                 | 140.6                                                 | 150.6                                                 | 128.8                                                 | 109.9                                                 | 1,755.1                                               |
| 出典：気象庁                                          |                                                       |                                                       |                                                       |                                                       |                                                       |                                                       |                                                       |                                                       |                                                       |                                                       |                                                       |                                                       |                                                       |

| 休屋観測所(十和田市奥瀬)（1991-2020年）の気候 | 休屋観測所(十和田市奥瀬)（1991-2020年）の気候 | 休屋観測所(十和田市奥瀬)（1991-2020年）の気候 | 休屋観測所(十和田市奥瀬)（1991-2020年）の気候 | 休屋観測所(十和田市奥瀬)（1991-2020年）の気候 | 休屋観測所(十和田市奥瀬)（1991-2020年）の気候 | 休屋観測所(十和田市奥瀬)（1991-2020年）の気候 | 休屋観測所(十和田市奥瀬)（1991-2020年）の気候 | 休屋観測所(十和田市奥瀬)（1991-2020年）の気候 | 休屋観測所(十和田市奥瀬)（1991-2020年）の気候 | 休屋観測所(十和田市奥瀬)（1991-2020年）の気候 | 休屋観測所(十和田市奥瀬)（1991-2020年）の気候 | 休屋観測所(十和田市奥瀬)（1991-2020年）の気候 | 休屋観測所(十和田市奥瀬)（1991-2020年）の気候 |
| 月                                            | 1月                                           | 2月                                           | 3月                                           | 4月                                           | 5月                                           | 6月                                           | 7月                                           | 8月                                           | 9月                                           | 10月                                          | 11月                                          | 12月                                          | 年                                            |
| --------------------------------------------- | --------------------------------------------- | --------------------------------------------- | --------------------------------------------- | --------------------------------------------- | --------------------------------------------- | --------------------------------------------- | --------------------------------------------- | --------------------------------------------- | --------------------------------------------- | --------------------------------------------- | --------------------------------------------- | --------------------------------------------- | --------------------------------------------- |
| 最高気温記録 °C （°F）                        | 9.1 (48.4)                                    | 14.7 (58.5)                                   | 16.8 (62.2)                                   | 27.3 (81.1)                                   | 30.0 (86)                                     | 30.6 (87.1)                                   | 32.5 (90.5)                                   | 33.7 (92.7)                                   | 31.4 (88.5)                                   | 25.4 (77.7)                                   | 21.0 (69.8)                                   | 14.5 (58.1)                                   | 33.7 (92.7)                                   |
| 平均最高気温 °C （°F）                        | −1.2 (29.8)                                   | −0.4 (31.3)                                   | 3.2 (37.8)                                    | 10.0 (50)                                     | 16.6 (61.9)                                   | 20.3 (68.5)                                   | 23.6 (74.5)                                   | 25.1 (77.2)                                   | 21.3 (70.3)                                   | 15.1 (59.2)                                   | 8.2 (46.8)                                    | 1.5 (34.7)                                    | 12.0 (53.6)                                   |
| 日平均気温 °C （°F）                          | −3.7 (25.3)                                   | −3.3 (26.1)                                   | −0.3 (31.5)                                   | 5.2 (41.4)                                    | 11.2 (52.2)                                   | 15.5 (59.9)                                   | 19.7 (67.5)                                   | 20.9 (69.6)                                   | 17.0 (62.6)                                   | 10.7 (51.3)                                   | 4.5 (40.1)                                    | −1.2 (29.8)                                   | 8.0 (46.4)                                    |
| 平均最低気温 °C （°F）                        | −6.7 (19.9)                                   | −6.6 (20.1)                                   | −3.9 (25)                                     | 0.9 (33.6)                                    | 6.4 (43.5)                                    | 11.4 (52.5)                                   | 16.5 (61.7)                                   | 17.6 (63.7)                                   | 13.1 (55.6)                                   | 6.5 (43.7)                                    | 0.9 (33.6)                                    | −4.2 (24.4)                                   | 4.3 (39.7)                                    |
| 最低気温記録 °C （°F）                        | −16.4 (2.5)                                   | −14.9 (5.2)                                   | −14.8 (5.4)                                   | −10.1 (13.8)                                  | −1.6 (29.1)                                   | 0.4 (32.7)                                    | 7.3 (45.1)                                    | 7.9 (46.2)                                    | 3.2 (37.8)                                    | −1.1 (30)                                     | −8.5 (16.7)                                   | −13.4 (7.9)                                   | −16.4 (2.5)                                   |
| 降水量 mm （inch）                            | 66.1 (2.602)                                  | 68.8 (2.709)                                  | 92.7 (3.65)                                   | 108.1 (4.256)                                 | 118.1 (4.65)                                  | 121.5 (4.783)                                 | 211.7 (8.335)                                 | 220.2 (8.669)                                 | 177.7 (6.996)                                 | 152.5 (6.004)                                 | 127.5 (5.02)                                  | 94.8 (3.732)                                  | 1,559.5 (61.398)                              |
| 平均月間日照時間                              | 49.2                                          | 67.5                                          | 115.7                                         | 163.0                                         | 190.3                                         | 159.2                                         | 125.6                                         | 146.3                                         | 134.3                                         | 131.8                                         | 88.9                                          | 51.4                                          | 1,423                                         |
| 出典：気象庁                                  |                                               |                                               |                                               |                                               |                                               |                                               |                                               |                                               |                                               |                                               |                                               |                                               |                                               |

### 隣接している自治体
- 青森県
  - 青森市
  - 平川市
  - 上北郡：六戸町、七戸町、東北町
  - 三戸郡：五戸町、新郷村
- 秋田県
  - 鹿角市
  - 鹿角郡：小坂町

## 歴史
もともと十和田市のあたりは三本木原と呼ばれる荒蕪の台地で、台地周辺に寒村が点在していた。荒漠たる原野の様子は、1785年（天明5年）にこの地を訪れた橘南谿の『東遊記』に記されており、吉田松陰が『東北遊日記』のなかで荒野であると評している。
開拓が始められたのは、1855年（安政2年）のときで、南部藩勘定奉行の職を辞して、「無益の荒野」に開拓構想とロマンを追い続けた、新渡戸稲造の祖父の新渡戸傳（にとべつとう）を中心に始められた。奥入瀬川から水を引く計画に着手し、延長1万1362 mのトンネル、陸堰を貫通して、安政6年（1859年）5月4日に人工河川稲生川（いなおいがわ）を完成させて引水に成功し、開拓の基礎ができた。さらに、傅の長男である新渡戸十次郎によって、市街地の開発が進められた。碁盤目状の都市計画は京都を模範としたもので、上杉流兵法に基づく設計と努力によって、現在のような市街地の形が作られていった。
明治期には稲吉地区に、渋沢栄一の三本木渋沢農場が開拓され、現在の福島県伊達市等からの入植者が自治を形成し、農業林業と牧畜業の経営を進めた。
1885年（明治18年）に陸軍が軍馬局出張所を設置（1896年（明治29年）に軍馬補充部三本木支部と改称）したことから、馬産が栄えた。同市の農事試験場（農林水産省黒石農事改良実験所藤坂試験地。後の青森県産業技術センター農林総合研究所藤坂稲作部。2019年4月に廃止）で開発され、1949年（昭和24年）から普及段階に移された稲の品種「藤坂5号」は非常に冷害に強く、やませが吹くために夏が冷涼なこの地域で急速に広まり、現在のような穀倉地帯になった。現在「藤坂5号」そのものはほとんど栽培されていないが、その遺伝子は多くの稲の品種に組み込まれている。2021年現在で栽培されている品種では、「ひとめぼれ」は「藤坂5号」の玄孫であり（父親の「初星」は「藤坂5号」の曾孫）、「あきたこまち」は来孫（父親の「奥羽292号」は「藤坂5号」の玄孫）である。

### 沿革
- 1889年（明治22年）4月1日 - 町村制施行により上北郡三本木村、赤沼村、切田村が合併し、三本木村が発足。同年、のちに合併する藤坂村、四和村、大深内村が発足[15]。
- 1902年1月（明治35年）- 青森歩兵第5連隊が八甲田山中で遭難する雪中行軍遭難事件が発生。行軍を完遂した弘前歩兵第31連隊の道案内は、現在の十和田市域の村の若い猟師7人が行った[16]。
- 1910年（明治43年）9月1日 - 三本木村が町制施行。三本木町となる。
- 1922年（大正11年）9月5日 - 十和田鉄道開通[17]。
- 1941年（昭和16年） - 三本木大火が発生[18]。
- 1955年（昭和30年）
  - 2月1日 - 上北郡三本木町、大深内村、藤坂村が合併して三本木市（さんぼんぎし）が誕生。
  - 3月1日 - 上北郡四和村を三本木市に編入。
- 1956年（昭和31年）
  - 9月5日 - 「三本木市民歌」および「三本木小唄」を制定。
  - 10月10日 - 十和田湖に因んで十和田市に改称。
- 1968年（昭和43年）5月16日 - 十勝沖地震が発生。土砂崩れなどで甚大な被害を受ける。
- 1975年（昭和50年）10月14日 - 市民憲章（旧）および市民歌「花がみどりが」を制定。
- 1994年（平成6年）12月28日 - 三陸はるか沖地震が発生[18]。
- 2001年（平成13年）12月13日 - 国道4号十和田バイパス全線開通。道の駅とわだ開業[19]。
- 2005年（平成17年）1月1日 - （旧）十和田市、上北郡十和田湖町と新設合併して、新しい十和田市が発足。面積は689 km2、人口は68,355人（2006年9月30日）。
- 2007年（平成19年）11月30日 - 市民憲章（新）を採択、市木・市花を選定。
- 2008年（平成20年）
  - 4月26日 - 十和田市現代美術館が開館。
  - 12月25日 - 十和田湖面上の秋田県小坂町との市町境界が確定。湖面の6割(36.63 km2)が面積に算入されて市域が725.65 km2に拡大[8]。
- 2010年（平成22年）12月4日 - のちに最寄駅となる東北新幹線（JR東日本）七戸十和田駅が、隣の七戸町に開業。
- 2011年（平成23年）3月11日 - 東北地方太平洋沖地震が発生。十和田市では震度5弱を観測。
- 2012年（平成24年）
  - 3月31日 - 上記の影響で、唯一の鉄道路線だった十和田観光電鉄線が廃止[20]。
  - 10月4日 - 計10市町村（十和田市、三沢市、野辺地町、七戸町、六戸町、横浜町、東北町、六ヶ所村、おいらせ町、秋田県小坂町）で上十三・十和田湖広域定住自立圏形成協定を締結。

三本木市時代の市旗

三本木市時代の市章

- 2019年（平成31年/令和元年）
  - 7月1日 - 市役所新庁舎の供用開始。

### 日本三大開拓地
中心市街地がある三本木地区の開拓は、旧農林省によって、福島県西白河郡矢吹町、宮崎県児湯郡川南町とともに国営開拓事業の成功例として「日本三大開拓地」と称された。2002年からは3市町の間で交流事業が始まり、現在まで小学生の相互派遣などが行われている。
- 青森県十和田市の三本木原開拓地
- 宮崎県川南町を中心とする川南原開拓地
- 福島県矢吹町の矢吹ヶ原開拓地

## 行政

### 庁舎
- 十和田市役所庁舎

### 市長
- 櫻田百合子（2025年1月30日就任、1期目）
  - 前職：十和田市議会副議長

#### 旧・十和田市
1. 水野陳好（1955年3月 - 1956年10月、(三本木市長)）
2. 小山田七次郎（1956年10月 - 1968年10月、3期(以後、十和田市長)）
3. 中村亨三（1968年10月 - 1976年10月、3期）
4. 洞内徳蔵（1976年10月 - 1980年10月、1期）
5. 中村亨三（1980年10月 - 1992年10月、3期）
6. 水野好路（1992年10月 - 1998年6月、2期目途中で死去）
7. 中野渡春雄（1998年7月 - 2004年12月、2期目途中で合併）

#### 現・十和田市
1. 中野渡春雄（2005年1月 - 2009年1月29日）
2. 小山田久（2009年1月30日 - 2025年1月29日）
3. 櫻田百合子（2025年1月30日就任、1期目）

## 議会

### 市議会
- 定数：22人
- 任期：2023年1月1日 - 2026年12月31日
- 議長：石橋義雄

### 県議会
- 定数：2人
- 選挙区：十和田市選挙区
- 任期：2023年4月30日 - 2027年4月29日

| 議員名   | 会派名     | 備考 |
| -------- | ---------- | ---- |
| 田中順造 | 自由民主党 |      |
| 丸井裕   | 自由民主党 |      |

### 衆議院
- 選挙区：青森2区（八戸市、十和田市、三沢市、上北郡（七戸町、六戸町、東北町、おいらせ町）、三戸郡）
- 任期：2021年10月31日 - 2025年10月30日
- 投票日：2021年10月31日
- 当日有権者数：389,510人
- 投票率：53.56％

| 当落 | 候補者名 | 年齢 | 所属党派   | 新旧別 | 得票数    | 重複 |
| ---- | -------- | ---- | ---------- | ------ | --------- | ---- |
| 当   | 神田潤一 | 51   | 自由民主党 | 新     | 126,137票 | ○    |
|      | 高畑紀子 | 58   | 立憲民主党 | 新     | 65,909票  | ○    |
|      | 田端深雪 | 64   | 日本共産党 | 新     | 12,966票  |      |

## 国・県の機関

### 県の機関
- 上北地域県民局
  - 地域連携部
  - 県税部
  - 地域健康福祉部
    - 保健総室（上十三保健所）

  - 地域農林水産部
    - 十和田家畜保健衛生所

  - 地域整備部
- 青森県産業技術センター内水面研究所

### 国の機関
- 青森地方法務局十和田支局
- 仙台国税局十和田税務署
- 青森労働局十和田労働基準監督署

十和田奥入瀬合同庁舎

- 青森労働局三沢公共職業安定所十和田出張所（ハローワーク）
- 林野庁三八上北森林管理署
- 東北地方整備局青森河川国道事務所十和田国道維持出張所
- 環境省十和田八幡平国立公園管理事務所

### 司法機関
- 青森地方裁判所十和田支部
- 青森家庭裁判所十和田支部
- 十和田簡易裁判所
- 青森地方検察庁十和田支部
- 十和田区検察庁

## 姉妹都市・提携都市

### 国内
- 花巻市（岩手県）
  - 1989年（平成元年）10月10日友好都市提携　（三本木原を開拓した新渡戸伝・十次郎父子の生まれ故郷）
- 土佐町（高知県土佐郡）
  - 1985年（昭和60年）6月姉妹都市提携（旧 十和田湖町との提携）（明治の文人「大町桂月」が縁）

### 海外
- レスブリッジ市（カナダ・アルバータ州）
  - 2002年（平成14年）友好都市提携

## 教育

### 大学

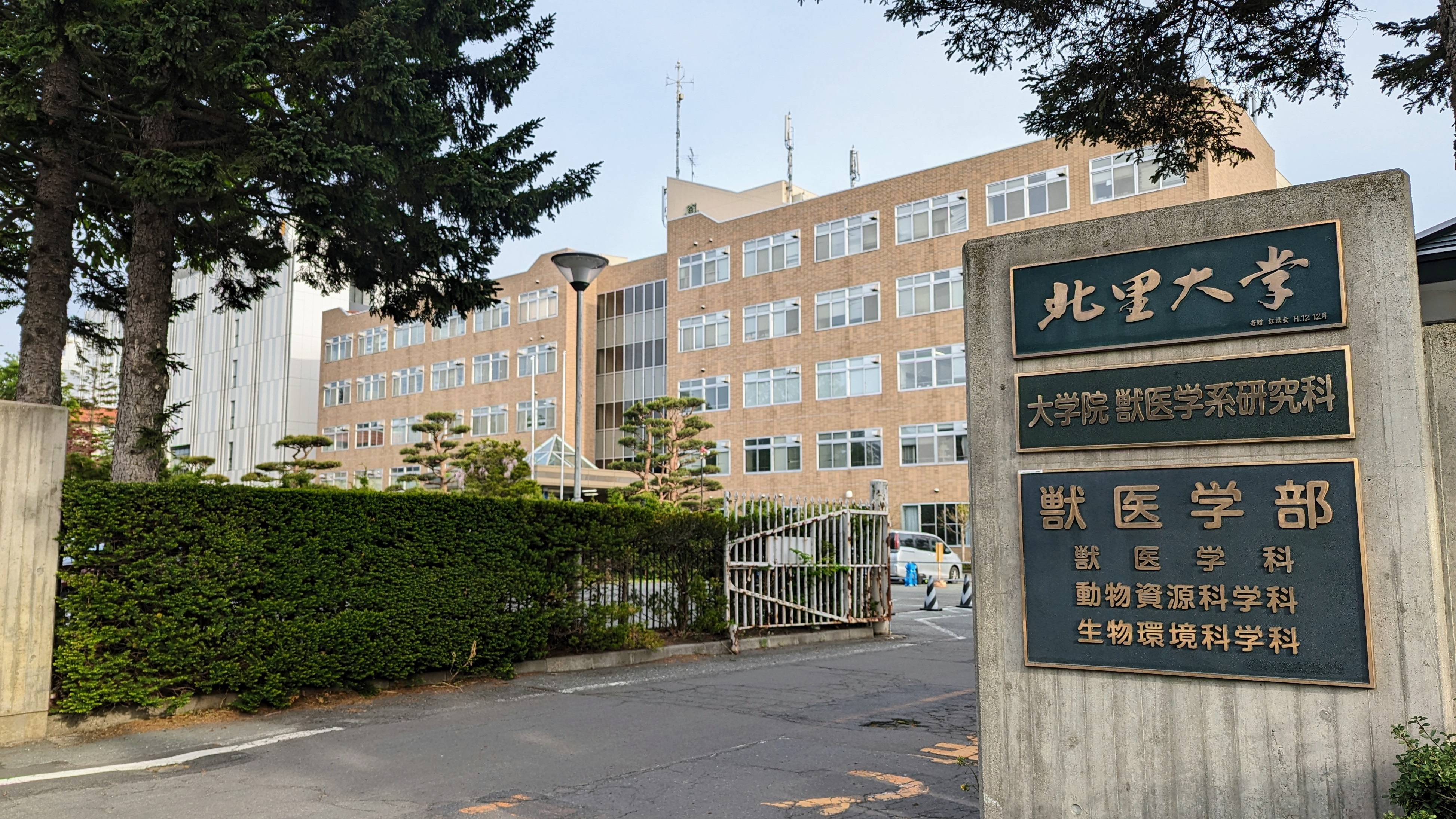
北里大学十和田キャンパス（獣医学部）

- 北里大学十和田キャンパス（獣医学部）

### 高等学校
県立
- 三本木高等学校
- 十和田工業高等学校
- 三本木農業恵拓高等学校（三本木農業・十和田西・六戸の3校を統合し2021年4月に開校[22]）

閉校した学校
- 三本木農業高等学校（2023年3月閉校）
- 十和田西高等学校（2023年3月閉校）

### 中学校
県立
- 青森県立三本木高等学校附属中学校

市立
- 三本木中学校
- 十和田中学校
- 切田中学校
- 大深内中学校
- 甲東中学校

- 四和中学校
- 東中学校
- 第一中学校
- 十和田湖中学校

### 小学校
市立
- 三本木小学校
- 北園小学校
- 南小学校
- 東小学校
- 西小学校
- 藤坂小学校
- 高清水小学校
- 洞内小学校

- 松陽小学校
- 深持小学校
- ちとせ小学校
- 四和小学校
- 沢田小学校
- 法奥小学校
- 十和田湖小学校

### 学校教育以外の施設
職業訓練施設
- 十和田職業能力開発校（認定職業訓練施設）
- ヘアーメイク・アーティスタースクール（認定職業訓練施設）

## 経済・産業
平成31（2019）年度 十和田市データブック によると、15歳以上の就業者数は31,098人で第1次産業12.2％、第2次産業21.9％、第3次産業61.9％（2015年10月1日時点）。十和田市を中心市とする都市雇用圏を形成している。

### 主な企業・事業所
- 上北農産加工（「スタミナ源たれ」製造元）
- ワダカン
- 太子食品工業十和田工場
- 山崎製パン十和田工場
- マルゼン東北工場
- 大泉製作所十和田工場
- 巴コーポレーション十和田工場
- 加賀EMS十和田（旧：十和田パイオニアを加賀電子が2019年に子会社化[23]）
- 東北電力ネットワーク十和田電力センター
- 十和田観光電鉄
- 星野リゾート青森屋奥入瀬渓流ホテル

### 商業
十和田市は人口約6万人ながら青森県でも有数のスーパーマーケットの激戦区であり、流通大手のイオン系や地元資本の店など10数店が競う。
市中心部の商店街は多くの地方都市と同様に空洞化が顕著である一方、幹線道路沿いにドラッグストアや家電量販店、衣料品店など大型店が多く出店している。
2002年7月には相坂地区に十和田南ショッピングセンター、2005年9月には十和田バイパス沿いにイオン十和田ショッピングセンター、2006年3月には十和田観光電鉄本社跡地に十和田元町ショッピングセンターが開業した。
東五番町にはアクロスプラザ十和田南が立地。2016年11月には、前述の十和田元町SCの近隣である旧十和田市駅（とうてつ駅ビル店）跡地にユニバース十和田東ショッピングセンターが新設され、7店舗が集積している（十和田観光電鉄#スーパーマーケット事業も参照）。
- 主なスーパーマーケット
  - イオン東北：イオンスーパーセンター十和田店、マックスバリュ十和田南店、マックスバリュ北園店
  - ユニバース：十和田東店、十和田西店、パワーズU十和田店
  - トライアルカンパニー：スーパーセンタートライアル十和田店
  - スーパーカケモ：切田通り店、三小通り店、西金崎店
  - ヤマヨ：十和田店
  - 三和物産：業務スーパー十和田店
  - 横浜ファーマシー：スーパーシティアサヒ十和田店
  - マエダ：マエダストア十和田元町店
- 主なドラッグストア
  - 丸大サクラヰ薬局：ハッピー・ドラッグ十和田元町東店、ハッピー・ドラッグ十和田穂並町店、ハッピー・ドラッグ十和田西金崎店、ハッピー・ドラッグ十和田元町西店
  - 薬王堂：十和田東店、十和田元町店、十和田稲吉店、十和田三本木店
  - サンドラッグ：十和田東店、十和田西店
  - ツルハ：ツルハドラッグ十和田店、ツルハドラッグ十和田南店、ツルハドラッグ十和田中央店
- その他の主な小売店舗
  - ホームセンター
    - サンデー：十和田店、スーパーセンター十和田店、ホームマート十和田湖店
    - DCM：十和田店
    - コメリ：ハード&グリーン十和田西店、パワー十和田店

  - 家電量販店
    - ヤマダ電機：テックランドNew十和田店
    - デンコードー：ケーズデンキ十和田店

  - 衣料品店
    - しまむら、ユニクロ、ハニーズ、マックハウス、西松屋、洋服の青山、紳士服のコナカなど

  - インテリア用品
    - ニトリ、ナナオなど

  - 書店
    - Vidaway：TSUTAYA十和田店
    - ティーアンドティー：TSUTAYA十和田元町店

  - 100円ショップ
    - ダイソー：アクロスプラザ十和田店、イオン十和田店、ユニバース十和田東SC店、ホームマート十和田湖店
    - セリア：アートステーショントワダ店、マックスバリュ十和田南店
    - ワッツ：ワッツウィズ十和田元町マエダストア店
    - キャンドゥ：十和田店

  - コンビニエンスストア
    - セブン-イレブン、ローソン、ファミリーマート、ミニストップ、オレンジハート

かつては商店街に2つのデパート（十和田松木屋、ジョイフルシティ十和田亀屋）が立ち並んでいたが、近郊の市町村に大型店が開店したことや、不況の煽りから客足が次第に減っていった。1999年8月に松木屋が、2000年3月に亀屋がそれぞれ閉店。松木屋跡は、1階部分がセリアなどが入居する「まちの駅」になったが、再開発に伴い2010年に閉鎖、建物は取り壊された。亀屋跡については、商工会議所の要望で2000年5月に1階部分に100円均一のスーパーマーケット「タートルズプラザ十和田亀屋」が開店したが、経営していた亀屋みなみチェーンが2001年に経営破綻し、同年11月に閉店した。その後2006年8月に建物が解体され、2022年4月にバスターミナル「十和田市まちなか交通広場」が設置され供用開始した。

### 農業
2015年の農林水産省市町村別統計データによると、十和田市では米や野菜、畜産物がバランスよく生産されており、県内有数の生産量を誇る作物が多いことが特徴。特にニンニクの市町村別の生産量は、日本一を誇る。
十和田市の経営耕地面積は、10,000ha（2005年農林業センサス）と総面積の14.5%を占め、人工河川「稲生川」の導水による三本木原開拓以来、主に稲作を中心に発展してきた。一戸当たりの経営面積は3.3ha（2005年農林業センサス）と比較的大規模で、水稲、野菜、畜産などを組み合わせた複合経営の多い。
水稲については、旧十和田市地区では「まっしぐら」、旧十和田湖地区では「つがるロマン」を中心に米作りが行なわれている。一方、1970年（昭和45年）以降の生産調整（減反）により、現在では市内の水田の約半分が転作となり、牧草などの飼料作物や小麦、大豆、ソバ、野菜類などが作付けされている。また、十和田市を含む青森県南地域では、梅雨のころに太平洋側から吹く冷涼な偏東風（やませ）が、しばしば農作物に悪影響を及ぼし、特に、1993年（平成5年）には皆無作という大冷害となった。
野菜は生産量日本一のニンニク（2009年、東北農政局）、長ネギ、ナガイモ、ゴボウなどが県内有数の産地となっている。また、土壌診断を行って土作りにこだわり、出荷時には糖度や硝酸値の厳しい基準をクリアした安全な「ミネラル野菜」の生産に取り組んでいる。果樹では、近年新たな特産物としてブルーベリーの栽培が増加しており、観光摘み取り園も開設されている。
十和田市では農家がそれぞれの経営条件を活かして多様な作物を作付けしており、今後は農産物のＰＲや販路の拡大、新たな農産物加工品の開発などにより、産地力の強化を目指している。

## 地域

### 人口
青森県内40市町村のうち第4位に多い人口を有する。平成27年国勢調査より前回調査からの人口増減をみると、4.06％減の63,429人であり、増減率は県下40市町村中7位。
| |                                          |  |
| 十和田市と全国の年齢別人口分布（2005年） | 十和田市の年齢・男女別人口分布（2005年） |  |
| ■紫色 ― 十和田市 ■緑色 ― 日本全国 | ■青色 ― 男性 ■赤色 ― 女性                |  |
| 十和田市（に相当する地域）の人口の推移 \| 1970年（昭和45年） \| 59,719人 \| \| \| 1975年（昭和50年） \| 63,066人 \| \| \| 1980年（昭和55年） \| 67,050人 \| \| \| 1985年（昭和60年） \| 69,106人 \| \| \| 1990年（平成2年） \| 68,097人 \| \| \| 1995年（平成7年） \| 69,146人 \| \| \| 2000年（平成12年） \| 69,630人 \| \| \| 2005年（平成17年） \| 68,359人 \| \| \| 2010年（平成22年） \| 66,110人 \| \| \| 2015年（平成27年） \| 63,429人 \| \| \| 2020年（令和2年） \| 60,378人 \| \| |                                          |  |
| 総務省統計局 国勢調査より |                                          |  |
| 1970年（昭和45年） | 59,719人                                 |  |
| 1975年（昭和50年） | 63,066人                                 |  |
| 1980年（昭和55年） | 67,050人                                 |  |
| 1985年（昭和60年） | 69,106人                                 |  |
| 1990年（平成2年） | 68,097人                                 |  |
| 1995年（平成7年） | 69,146人                                 |  |
| 2000年（平成12年） | 69,630人                                 |  |
| 2005年（平成17年） | 68,359人                                 |  |
| 2010年（平成22年） | 66,110人                                 |  |
| 2015年（平成27年） | 63,429人                                 |  |
| 2020年（令和2年） | 60,378人                                 |  |

### 警察
- 青森県警察十和田警察署
  - 中央交番、東交番、相坂駐在所、洞内駐在所、米田駐在所、奥瀬駐在所、焼山駐在所、十和田湖駐在所

### 消防
- 十和田地域広域事務組合消防本部
  - 十和田消防署
  - 十和田湖消防署
    - 湖畔出張所

### 公共施設
- 十和田市民図書館
- 十和田市現代美術館
- 十和田市馬事公苑（称徳館）
- 十和田市民文化センター
- 十和田市立中央病院

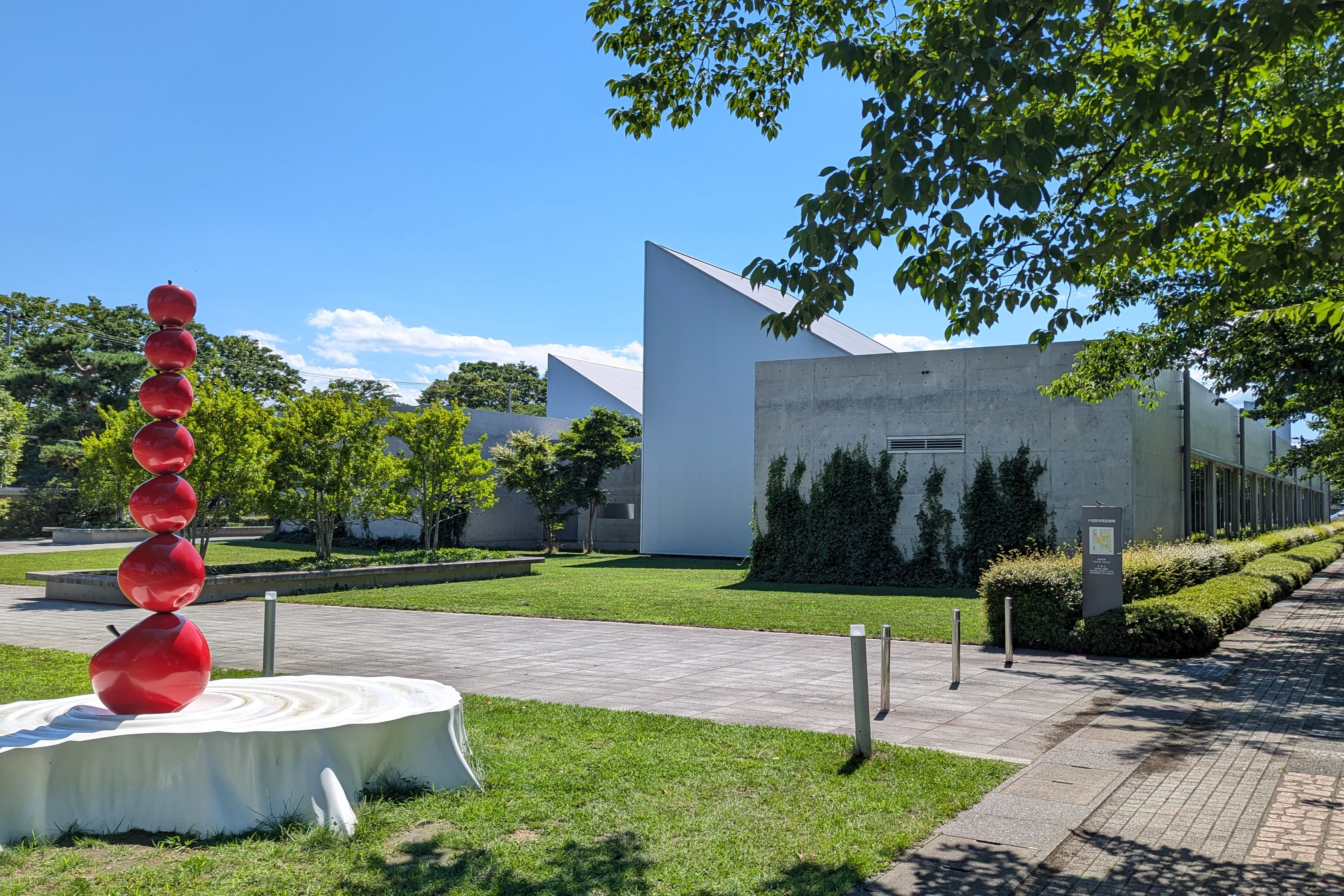
十和田市民図書館

十和田市立中央病院

- 市民交流プラザトワーレ  - 設計：建築家 隈研吾氏

### スポーツ施設
- 十和田市総合体育センター
- 十和田市営相撲場
- 十和田市営野球場
- 十和田市高森山総合運動公園
- 屋内グラウンド「こまかいどーむ」（市民屋内グラウンドと南屋内グラウンドを統合して2020年9月1日にオープン）[27]

市内では主に馬術、相撲、サッカーが盛んで、1977年（昭和52年）のあすなろ国体では、これらの競技会場に選ばれた。たびたび全日本大学選抜相撲や全国高等学校相撲選手権大会の会場となっているほか、サッカーJ3「ヴァンラーレ八戸」が、2013年の東北社会人リーグ時代からホームタウンのひとつに登録している。

### マスメディア
- 東奥日報十和田支局
- デーリー東北十和田総局
- 青森放送十和田支局

### 市内に店舗を持つ金融機関
- 青森みちのく銀行
- 青い森信用金庫
かつては十和田信用金庫として市内に本店を置いていたが、2008年5月19日をもって八戸信用金庫（現・青い森信用金庫）と合併し、約60年の歴史に幕を下ろした。旧十和田信金本店の店舗は青い森信金十和田営業部として存続していたが、2018年10月29日に市内の北園支店と統合し、十和田郵便局近くに新築移転した[30]。
- 青森県信用組合
- 東北労働金庫
- 十和田おいらせ農業協同組合（三沢市に本店を置く「おいらせ農業協同組合」とは別組合）

## 郵便

### 直営郵便局
- 十和田郵便局〔集配局〕（84019）
- 奥瀬郵便局〔集配局〕（84084）
- 大深内郵便局〔集配局〕（84117）
- 十和田湖郵便局〔集配局〕（84136）
- 藤坂郵便局（84106）
- 四和郵便局（84143）
- 深持郵便局（84182）

- 焼山郵便局（84194）
- 陸奥沢田郵便局（84206）
- 切田郵便局（84230）
- 十和田穂並町郵便局（84239）
- 十和田西二十二番郵便局（84264）
- 十和田大学前郵便局（84273）
- 十和田元町郵便局（84280）

### 簡易郵便局
- 滝沢簡易郵便局（84731）
- 八郷簡易郵便局（84761）

## 交通
十和田市は約6万人と少なくない人口で、また東京都区部（627.57 km2）より広い面積を持つが、県内10市では唯一、鉄道駅がない。高速道路も上北自動車道が市域もわずかに通るのみで市内にインターチェンジが設置されていない。十和田観光電鉄廃止以降、JTB時刻表における市の中心駅は、十和田市中央（バス停）である。
市中心部は下田百石IC（百石道路・第二みちのく有料道路）から車で約30分、東北新幹線（JR東日本）の七戸十和田駅および八戸駅からは車やバスで約20～40分、三沢空港からはタクシーで約40分の距離である。市内の観光ホテルや旅館によっては、近隣駅からの送迎サービスを行う施設がある。
市内の公共交通は路線バスが中心だが、周辺市町村への幹線道路（一般国道・県道）や市街地の道路が比較的密に整備されており、自家用車があれば生活に特に不便はない。
東北自動車道十和田ICやJR花輪線の十和田南駅は、十和田湖を挟んで対極の秋田県鹿角市にあるため、青森県外から訪れる場合は注意を要する。

### 空港
最寄の空港
- 三沢空港（三沢市、約40分）

### 鉄道路線
- 現在、市内に鉄道駅はない。

最寄の鉄道駅
- 東北新幹線：七戸十和田駅（七戸町、約20分）八戸駅（八戸市、約40分）
- 在来線：青い森鉄道三沢駅（三沢市、約30分）

#### かつて存在した鉄道路線・駅
- 十和田観光電鉄
  - 十和田観光電鉄線 : 高清水駅 - 北里大学前駅 - 工業高校前駅 - ひがし野団地駅 - 十和田市駅
    - 2012年3月31日をもって運行終了。同年4月1日廃止。バスに転換され、十和田観光電鉄鉄道代替バス十和田三沢線（三高正門前～十和田市中央～三沢駅～三沢高校前）が運行されている。当路線の廃止以降は県内10市で唯一、鉄道駅がない市となる。

### バス路線
2022年4月1日に亀屋跡地にバスの拠点として「十和田市まちなか交通広場」がオープンしている
- 十和田観光電鉄：市内外の路線バスおよび、十和田市内と東京方面の主要駅（東京駅・池袋駅）を結ぶ夜行高速バス「シリウス号」（国際興業バスと合同）[33] を運行。野辺地 - 七戸十和田駅 - 十和田市内間のバスも運行している
- 岩手県北自動車南部支社：十和田市 - 五戸線および、十和田市内とバスタ新宿・東京ディズニーシーを結ぶ夜行高速バス「MEX三沢線」を運行。
- ジェイアールバス東北：十和田北線・十和田東線（子ノ口駅・十和田湖駅はバス駅）
- 十和田タクシー「八郎太郎号」（事前予約制）：八幡平 - 鹿角花輪駅 - 十和田南駅 - 十和田湖
- 十和田市街地循環バス：十和田観光電鉄に運行委託。市内各地と中心街を循環する2路線を1日4往復ずつ運行
- 弘南バスパンダ号八戸線：青森駅前 - 上野駅前（2022年7月21日から停車開始[34]）

#### 西地区シャトルバス
- 十和田市中央 - まちなか交通広場 - 市役所 - カケモ西金崎店 - 三日市 - 新屋敷 - 沢田悠学館 - 奥入瀬ろまんパーク構内 - 法量
  - 1日3往復。
  - 運行委託 : 東京太陽（株）青森タクシー十和田営業所[35]
  - 車両： 十和田市が保有するジャンボタクシー車両（日産・キャラバン）を使用[36][37]。

#### 東地区シャトルバス
- 中央病院 - 市役所 - まちなか交通広場 - ユニバース十和田東店 - ひがしの - 一本木沢 - 藤高 - 北里大学通 - 東コミュニティセンター
  - 1日4往復。火曜日・金曜日・土曜日のみ運行[38]。
  - 運行委託 : （株）三本木タクシー[38]
  - 車両： 三本木タクシーが保有するジャンボタクシー車両（トヨタ・ハイエース）を使用[38]。

### 道路
- 一般国道
  - 国道4号
    - 十和田バイパス

  - 国道45号
  - 国道102号
  - 国道103号
  - 国道394号
  - 国道454号
- 県道
  - 青森県道21号田子十和田湖線（全線国道454号重複）
  - 青森県道40号青森田代十和田線
  - 青森県道45号十和田三戸線
  - 青森県道118号七戸十和田湖線
  - 青森県道145号戸来十和田線
  - 青森県道165号上野十和田線
  - 青森県道166号中ノ渡十和田線
  - 青森県道168号切田五戸線
  - 青森県道169号立崎洞内線
  - 青森県道212号米田六戸線
  - 青森県道256号青森十和田湖自転車道線
- 市道
  - 十和田都市計画街路官庁街通り線（大通り）
    - 十和田市役所前を東西に走る十和田市稲生町から西十二番までの延長1.1 km、幅員36 mの街路（都市計画道路）である。戦前の軍馬補充部時代には、事務所本部の正門付近から両翼あたりまであったアカマツやソメイヨシノが市民から親しまれており、1969年（昭和44年）の都市計画街路完成時に、植樹帯にアカマツ約170本、ソメイヨシノ約150本のほか、花壇が整備された[39]。道路の周辺には、20以上の官庁や公共施設が建ち並ぶ。かつて、馬の産地であったことに由来し、「馬のモニュメント」「馬の車止め」などが配置されていたり、奥入瀬渓流をイメージした「せせらぎ水路」「滝」を設置して市民の憩いの場として親しまれている[39]。また、4月から5月にかけて「桜まつり」、9月に山車が舞い6万人の人出で賑わう「秋祭り」が開催される[39]。桜と赤松並木が調和したコミュニケーションロードとして、1986年（昭和61年）8月10日に、旧建設省と「道の日」実行委員会により制定された旧建設省が選定する「日本の道100選」のほか[40]、読売新聞社選定の「新・日本街路樹100景」（1994年）に選定されている[41]。

## 名所・旧跡・観光スポット・祭事・催事
- 十和田市現代美術館

蔦温泉

- 十和田科学博物館〔奥瀬字十和田〕博物館相当施設
- 新渡戸記念館〔東三番町〕 ※2015年4月から休館中
- 称徳館〔深持字梅山〕 馬に関する文化資料館
- 十和田市十和田湖民俗資料館〔奥瀬字栃久保〕
- 官庁街通り（日本の道100選）
- 道の駅とわだ〔伝法寺字平窪〕
- 道の駅奥入瀬〔奥瀬字堰道〕
- 奥入瀬渓流温泉（旧十和田湖温泉郷）
- 星野リゾート青森屋奥入瀬渓流ホテル
- 焼山温泉
- 猿倉温泉
- 蔦温泉
- 谷地温泉
- 十和田湖畔温泉
- 乙女の像〔十和田湖畔・休屋地区〕彫刻家・高村光太郎の最後の作品[42]。
- 法量のイチョウ〔法量字銀杏木〕
- モミの木 〔沢田字水尻山〕県天然記念物、樹齢は500年 - 600年で、場所は安土桃山時代に沢田村を治めていた沢田左衛門定基の居城の跡とされる
- クヌギ 〔沢田字野倉沢〕県天然記念物、樹齢不詳で、場所は安土桃山時代に沢田村を治めていた沢田左衛門定基の居城の跡とされる
- カトリック十和田教会〔稲生町〕国登録有形文化財。1932年（昭和7年）完成。設計は上智大学1号館やトラピスチヌ修道院を手がけたスイスの建築家マックス・ヒンデル[43]。※現役の教会であり観光施設ではない
- 旧笠石家住宅〔奥瀬字栃久保〕国の重要文化財
- 一里塚 県史跡〔伝法寺字平窪、上ノ沢〕、〔大沢田字池ノ平〕、慶長年間
- 雪中行軍記念碑〔深持字梅〕八甲田雪中行軍（弘前隊）の道案内をした若者7人を称える顕彰碑
- 奥瀬館跡（城跡）
- 十和田バラ焼き

## 出身有名人

### 文化・芸能
- 阿吾寿朗- 漫才師
- 岩木登 - 写真家
- 岩崎信 - 工学者（育ちは盛岡市）
- 江渡華子 - 俳人
- 江利塚たまみ - ローカルタレント
- 逢坂力 - 声優
- 大瀬しのぶ - 芸人、ローカルタレント
- 小笠原孤酒 - ジャーナリスト（八甲田雪中行軍遭難事件を研究）
- 加賀ひとみ - メゾソプラノ歌手
- 上明戸華恵 - フリーアナウンサー、元青森放送アナウンサー[44]
- 川上健一 - 作家、映画『雨鱒の川』原作者
- 小林ベイカー央子 - フリーキャスター、元仙台放送アナウンサー
- 小山愛子 - 漫画家（『舞妓さんちのまかないさん』等）
- 坂田純一 - アニメ監督
- 佐藤ゆりな - 元グラビアモデル
- 七戸長生 - 農業経済学者
- SUPERCAR
  - メンバーの中村弘二（Vo.G）、いしわたり淳治（G）、田沢公大（Dr）が十和田市出身（フルカワミキ（B.Vo）は八戸市出身）
- 菅原都々子 - 歌手（第1回NHK紅白歌合戦トップバッター、陸奥明の長女）
- 高橋弘希 - 作家、第159回芥川賞受賞者
- 苫米地玲奈 - ファッションモデル
- 中屋敷法仁 - 俳優、脚本家、演出家
- ひたか良 - 漫画家
- 姫こだま - 元宝塚歌劇団（娘役）
- 松橋真三 - 映画プロデューサー（銀魂シリーズ、キングダム等）[45]
- 水尻自子 - アニメーション作家
- 陸奥明 - 作曲家（代表曲『月がとっても青いから』など、菅原都々子の父）
- りんごちゃん - ものまねタレント
- 斗澤やすあき - 俳優、お笑い芸人

### スポーツ
- 大野直志 - 元自転車競技選手、高等学校教員
- 起田高志 - 元プロレスラー
- 小原由梨愛 - サッカー選手（元サッカー日本女子代表）
- 鏡岩善四郎 - 元大相撲力士(大関)（出生地は現在の三戸町）
- 加藤恵 - 競輪選手
- 久保優斗 - サッカー選手（NKツェリェ、東京ユナイテッドFC）
- 熊谷浩二 - サッカー選手（鹿島アントラーズ、ベガルタ仙台）
- 河野満 - 卓球選手・指導者（元世界チャンピオン）
- 其田健也 - 長距離走の陸上競技選手
- 田端秀規 - サッカー選手・指導者（ジュビロ磐田、ソニー仙台FC監督）
- 中道佑哉 - 元プロ野球選手
- 錦富士隆聖- 大相撲力士（現役）
- 舞風昌宏 - 元大相撲力士（十両）
- 武藤覚 - サッカー指導者

### 政治・行政
- 苫米地義三 - 実業家、政治家。第3代内閣官房長官、第8代運輸大臣。サンフランシスコ平和条約調印式の全権代表の1人
- 小笠原八十美 - 政治家。元衆議院議員、日本家畜商協会創設者
- 苫米地四楼 - 陸軍軍人
- 江渡聡徳 - 衆議院議員、第13代防衛大臣
- 中野渡詔子 - 元衆議院議員
- 中野渡春雄 - 前十和田市長
- 小山田七次郎 - 元十和田市長
- 水野好路 - 元十和田市長

### ゆかりのある人物
- 新渡戸傳 - 三本木原開拓を指揮した南部藩士。新渡戸稲造の祖父。岩手県出身
- 新渡戸十次郎 - 傳の嫡男で、共に三本木原を開拓した盛岡藩士。稲造の父。岩手県出身
- 大町桂月 - 十和田湖を愛した歌人。晩年を蔦温泉で過ごす。高知県出身
- 川合勇太郎 - 十和田市（三本木町、藤坂村）の郷土史や新渡戸傳の評伝を執筆。『東奥日報』三本木支局長。青森市出身
- MONKEY MAJIK - 南部地方在住の在留外国人らで結成されたロックバンド。結成メンバーの漆坂ミサオが十和田湖町出身
- 鷲田めるろ - 十和田市現代美術館館長。京都府出身